# Phalaenopsis appendiculata
Espèce
Phalaenopsis appendiculata est une espèce de plantes à fleurs de la famille des Orchidaceae (les orchidées) et du genre Phalaenopsis originaire de Malaisie.